# Andreas Bronst
Andreas Bronst (n. 12 noiembrie 1957, Rochlitz, Saxonia, Germania) este un gimnast artistic ce a reprezentat Republica Democrată Germană, medaliat olimpic. A participat la o ediție a Jocurilor Olimpice (1980) în care a câștigat o medalie de argint.

## Participări
Lista de mai jos prezintă principalele competiții la care a participat Andreas Bronst de-a lungul carierei.
- gymnastics at the 1980 Summer Olympics – men's artistic team all-around[*]